# Bardu
Bardu (same : Bearddu gielda) est une commune du comté de Troms.

## Géographie
Bardu se situe dans plusieurs vallées au milieu de montagnes à l'intérieur des terres. Le centre politique et administratif se situe au centre de la commune : Setermoen.

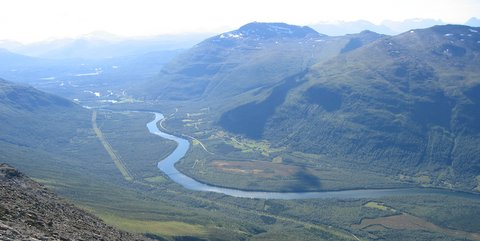
La vallée de Bardu avec la rivière et Setermoen

- Superficie : 2 697 km2
- Habitants : 3 920 (recensement 2007)
- Maire : Oddvar Bjørnsen SP
- Situation linguistique : neutre

## Localités
- Bardujord (68° 48′ 24″ N, 18° 31′ 58″ E)
- Bones (68° 38′ 42″ N, 18° 14′ 40″ E)
- Brandvoll (68° 49′ 47″ N, 18° 10′ 31″ E)
- Håkstad (68° 39′ 29″ N, 18° 12′ 29″ E)
- Hundtorp (68° 50′ 21″ N, 18° 23′ 52″ E)
- Innset (68° 39′ 32″ N, 18° 48′ 36″ E)
- Midtli (68° 50′ 39″ N, 18° 15′ 21″ E)
- Setermoen (68° 51′ 39″ N, 18° 20′ 54″ E)
- Strømsmoen (68° 45′ 42″ N, 18° 34′ 13″ E)
- Sundlia (69° 01′ 05″ N, 18° 29′ 06″ E).

## Jumelages
- Bjurholm (Suède)
- Puolanka (Finlande)
- Füssen (Allemagne)

## Personnes célèbres de Bardu
- Lars Erik Bjørnsen (1982–), joueur de handball
- Fred Børre Lundberg (1969-), coureur de combiné
- Kristian Hammer (1976-), coureur de combiné
- Sissel Solbjørg Bjugn (1947-), écrivain
- Liv Lundberg (1944–), poète

## Tourisme

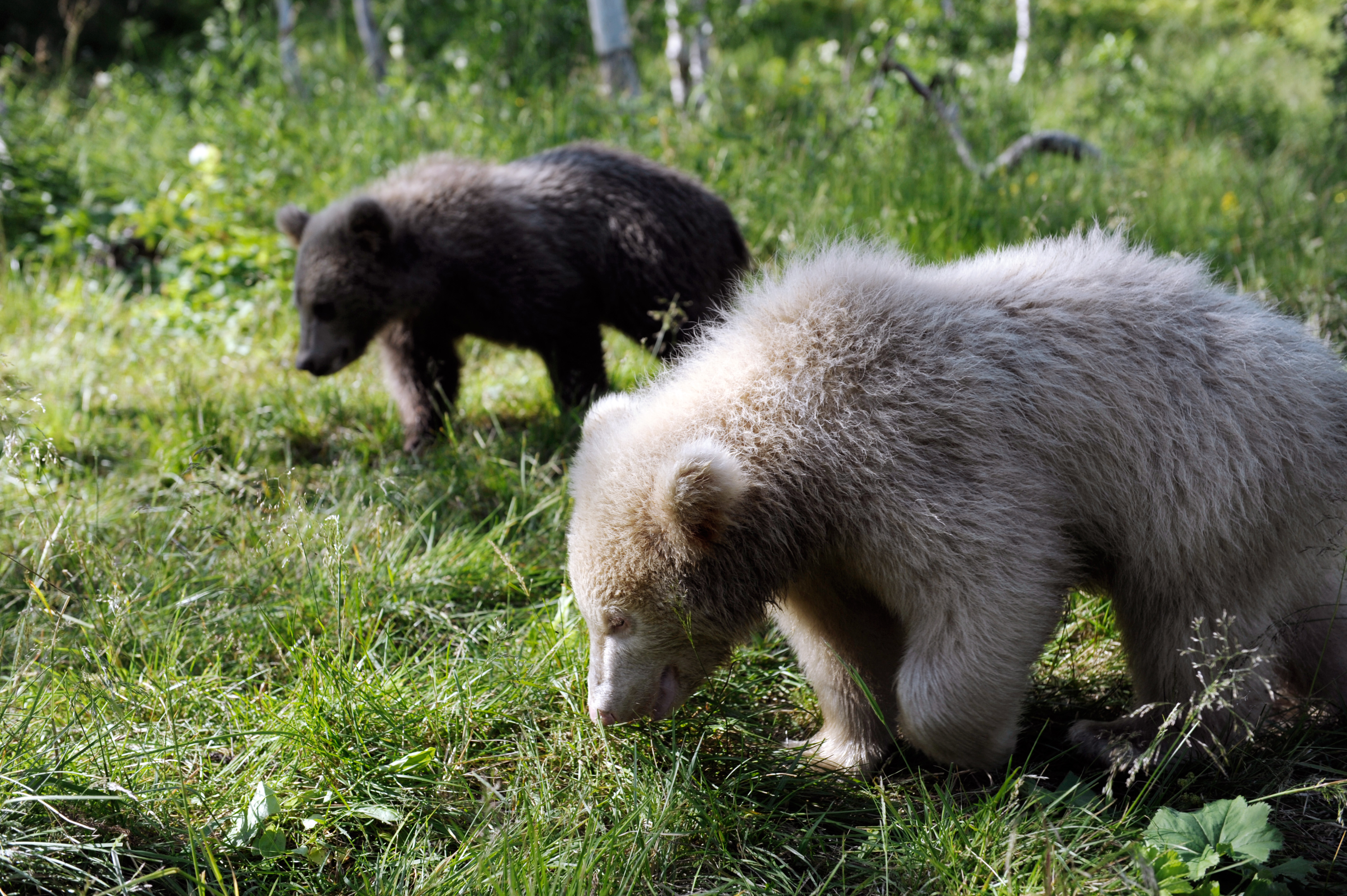
Poivre et Sel, oursons bruns, nés en 2009, au Zoo polaire.

- Le Zoo polaire implanté à Bardu est le parc zoologique le plus au nord du monde[1].

## Source
- (no) Cet article est partiellement ou en totalité issu de l’article de Wikipédia en norvégien intitulé « Bardu » (voir la liste des auteurs).